# Daniel Stolz von Stolzenberg

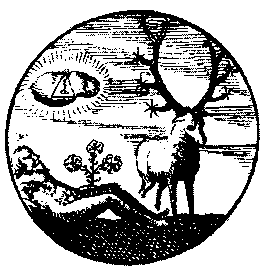
Hermetic Garden

Daniel Stolz von Stolzenberg (Daniel Stolcius) (1600-1660) va ser un metge i escriptor bohemi especialitzat en temes d'alquímia, un deixeble de Michael Maier a Praga. El seu nom es dona sovint com a 'von Stolcenberg', és a dir, de Stolzenberg, o 'von Stolcenbeerg'.
És conegut pel seu llibre d'emblemes de 1624 Viridarium Chymicum, una antologia significativa amb fonts de diverses col·leccions anteriors. Va ser seguida el 1627 pel Hermeticus Hortulus.